# Joseph Silverman
Joseph Hillel Silverman (New York, 27 maart 1955) is een Amerikaans wiskundige, die gespecialiseerd is in de getaltheorie. Hij is hoogleraar aan Brown-universiteit.
Joseph Silverman behaalde in 1977 een Sc.B. aan de Brown-universiteit en in 1982 een Ph.D. aan Harvard. Zijn begeleider bij het behalen van zijn doctoraat was John Tate. Silverman gaf in de periode 1982-86 les aan het Massachusetts Institute of Technology (MIT), van 1986 tot 1988 aan de Universiteit van Boston. Sinds 1988 is hij verbonden aan de Brown-universiteit.
Silverman richt zich met name op de getaltheorie, de rekenkundige meetkunde en dynamica en de cryptografie. Hij publiceerde meer dan 100 wetenschappelijke artikelen, schreef al of niet samen met anderen zes boeken. Ook redigeerde hij drie conference proceedings.

## Boeken
Silverman schreef twee graduate tekstboeken over elliptische krommen, The Arithmetic of Elliptic Curves (1986) en Advanced Topics in the Arithmetic of Elliptic Curves (1994). Voor deze twee boeken ontving hij in 1998 van de American Mathematical Society, een Steele-prijs voor het helder uitleggen van ingewikkelde wiskundige vraagstukken. In het juryrapport werd gezegd dat "Silvermans boeken standaardreferenties zijn geworden in een van de meest opwindende gebieden van de algebraïsche meetkunde en getaltheorie". Silverman heeft ook drie teksten op bachelorniveau geschreven met andere auteurs: Rational Points on Elliptic Curves (co-auteur met John Tate), A Friendly Introduction to Number Theory en An Introduction to Mathematical Cryptography (2008). Andere graduate tekstboeken van Silverman zijn Diophantine Geometry: An Introduction (2000) en The Arithmetic of Dynamical Systems (2007).

## Publicaties
- Joseph Silverman, The Arithmetic of Elliptic Curves, Springer Graduate Texts in Mathematics, vol.106. ISBN 0-387-96203-4, 1985